# Nikolai Petrowitsch Burljajew

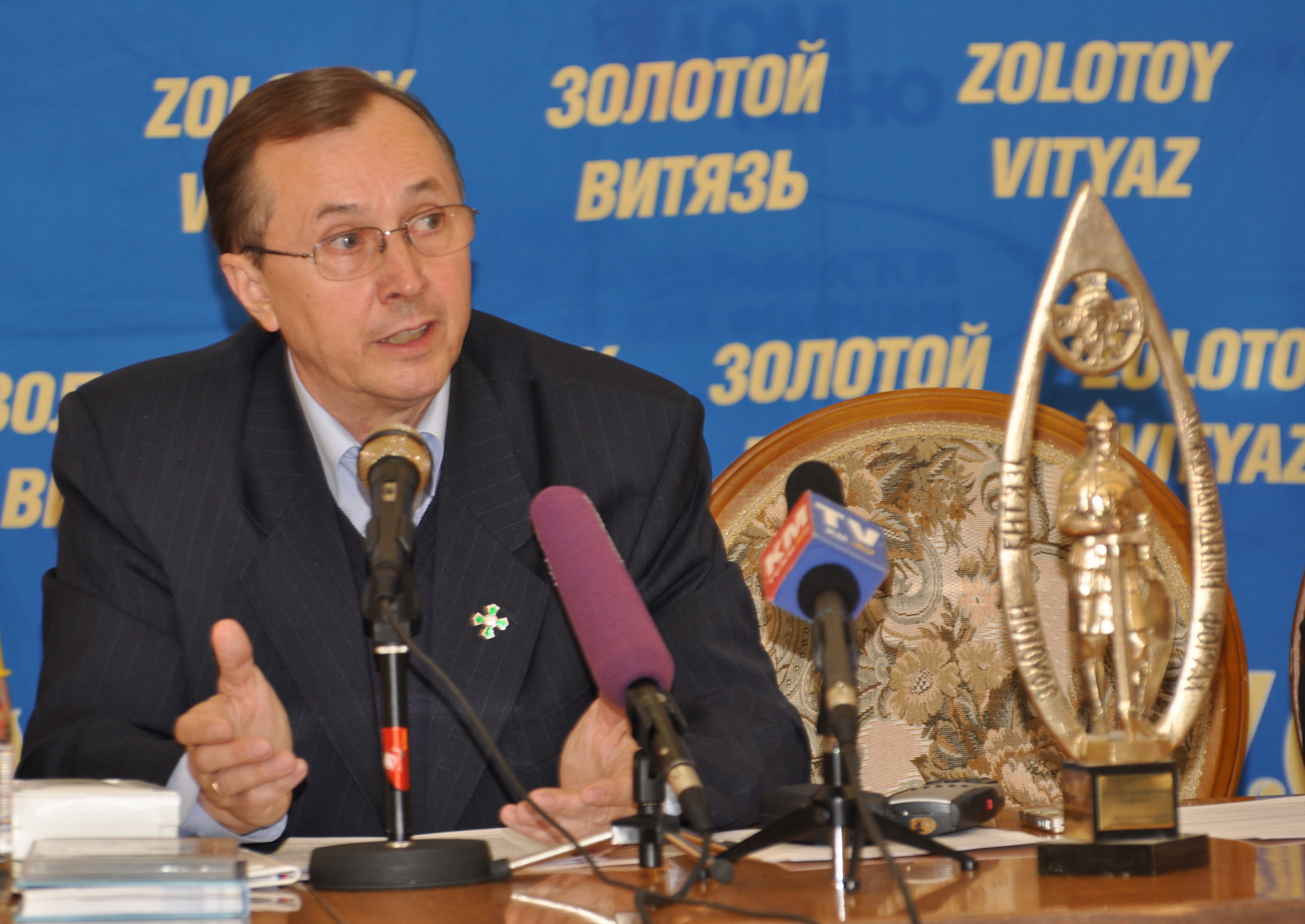
Auf einer Pressekonferenz zum Internationalen Filmfestival Zolotoi Vityaz

Nikolai Petrowitsch Burljajew (russisch Николай Петрович Бурляев, * 3. August 1946 in Moskau) ist ein russischer Schauspieler, Filmregisseur und Politiker.

## Leben
Burljajew wuchs in einer Schauspielerfamilie auf. Als 16-Jähriger spielte er die Titelrolle des Jungen Iwan in Andrei Tarkowskis Film Iwans Kindheit (1962), die ihm Bekanntheit brachte. Vier Jahre später hatte er eine Rolle in Tarkowskis Andrej Rubljow. Burljajew machte eine Ausbildung zum Filmregisseur bei Michail Romm und Lew Kulidschanow. In den 1980er Jahren spielte er die Hauptrolle in Frontromanze (1983) und die Titelrolle des Michail Lermontow in Lermontow (1986).
1991 gründete Burljajew das jährliche Zolotoi Vityaz Moscow Film Festival of Slavic and Orthodox Peoples und 1996 die International Association of Cinematographers of Slavic and Orthodox Peoples, deren Vorsitzender er ist.
Er war in erster Ehe mit der Schauspielerin Natalja Warlej verheiratet; seine zweite Ehefrau war die Schauspielerin und Regisseurin Natalja Bondartschuk, Tochter von Sergei Bondartschuk; aus der Ehe gingen zwei Kinder hervor. Inzwischen ist er in dritter Ehe mit der Schauspielerin Inga Schatowa verheiratet, mit der er ebenfalls zwei Kinder hat.
2014 unterstützte er in einem offenen Brief den russischen Präsidenten Wladimir Putin hinsichtlich der russischen Militärintervention in der Ukraine. Bei der Parlamentswahl in Russland 2021 wurde er für die Partei Gerechtes Russland in die Staatsduma gewählt. Da er in der Duma für die Anerkennung der Volksrepublik Donezk sowie der Volksrepublik Lugansk stimmte, wurde er am 23. Februar 2022 auf die Sanktionsliste der Europäischen Union gesetzt, im März 2022 auch in den USA. In einem weiteren offenen Brief unterstützte er 2022 Putins Vorgehen beim Überfall auf die Ukraine.
Burljajew bezeichnet sich selbst als homophob und hält Homosexualität für eine Sünde und Krankheit. Als Abgeordneter brachte er 2022 einen Gesetzesentwurf mit ein, der die Gesetze zu „homosexueller Propaganda“ verschärfen sollte und Filme verbieten sollte, die „nichttraditionelle sexuelle Orientierungen“ bewerben und sich gegen „Familienwerte“ richten, etwa indem sie einen kinderlosen Lebensstil bewerben.

## Filmografie (Auswahl)
- 1962: Iwans Kindheit
- 1966: Andrej Rubljow
- 1983: Frontromanze
- 1986: Lermontow, als Michail Lermontow
- 1994: Verfilmung von Meister und Margarita, als Jesus Christus
- 2008: Admiral, als Zar Nikolaus II.